# 조셉 비토리

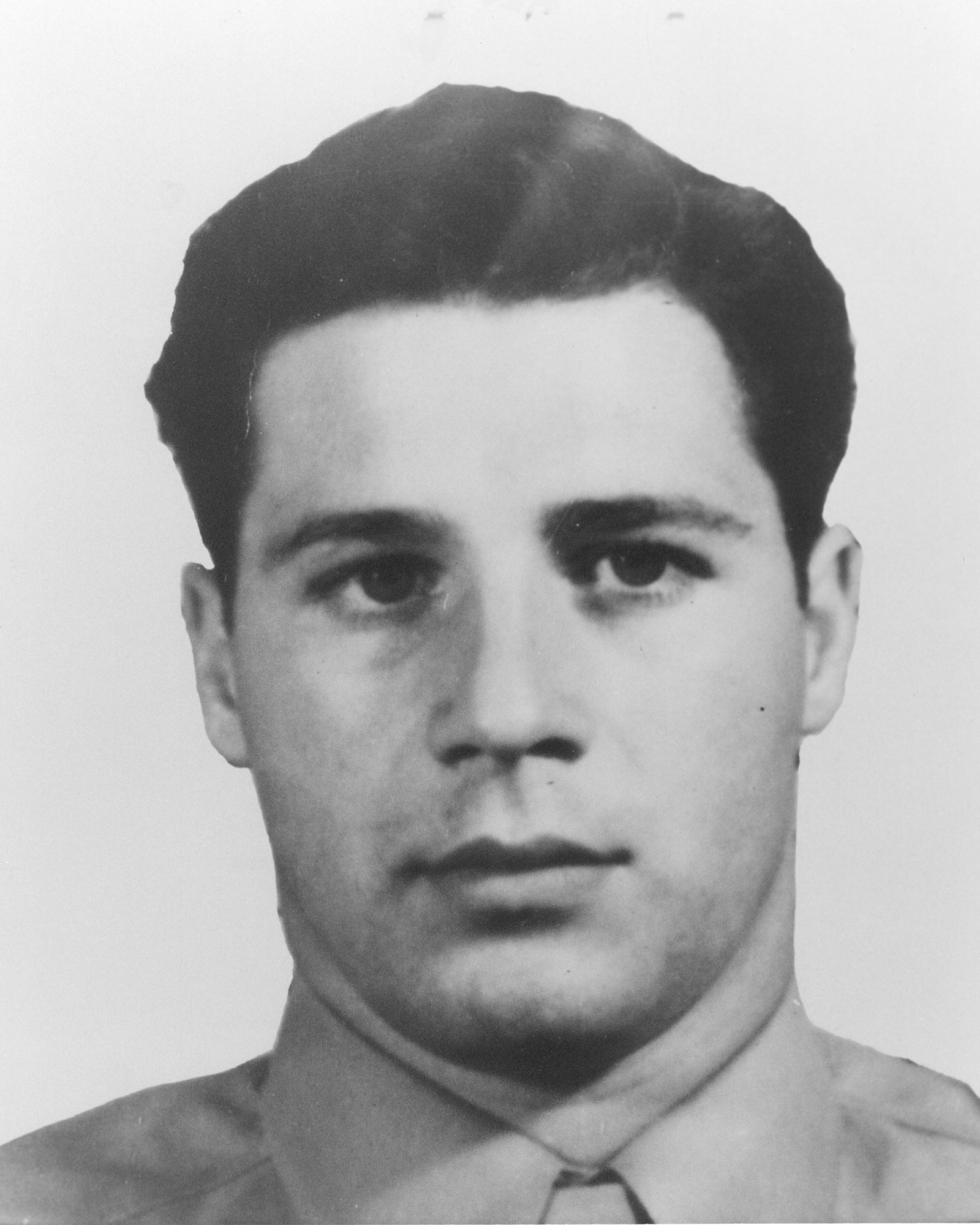

조셉 비토리(영어: Joseph Vittori, 1929년 8월 1일 ~ 1951년 9월 16일)는 미국의 이탈리아계 미국인 군인이다.

## 한국 전쟁
그는 한국 전쟁에 참전하여 명예 훈장을 수상하였다.

## 기타
넷플릭스 오리지널 다큐멘터리 명예훈장 6화에 소개되었다.

## 같이 보기
- 한국 전쟁 명예훈장 수훈자 목록